# Robin Sadler
Robin Sadler (né le 31 mars 1955 à Vancouver, dans la province de la Colombie-Britannique au Canada) est un joueur professionnel canadien de hockey sur glace.

## Biographie

### Carrière en club
Après avoir été repêché par les Canadiens de Montréal et les Blades de Baltimore en 1975, il joue en Suède avec les Frölunda HC pendant une saison. Il passe ensuite une saison dans la LAH avec les Voyageurs de la Nouvelle-Écosse. Puis il se retrouve en Autriche pour un an et aux Pays-Bas pendant trois saisons. Il retourne enfin en Autriche où il joue durant quatre saisons.

### Carrière internationale
Il représente l'équipe d'Autriche de hockey sur glace au niveau international.

## Statistiques
| Saison    | Équipe                          | Ligue      |                            | Saison régulière           | Saison régulière           | Saison régulière           | Saison régulière           | Saison régulière           |                            | Séries éliminatoires       | Séries éliminatoires       | Séries éliminatoires       | Séries éliminatoires | Séries éliminatoires |
| Saison    | Équipe                          | Ligue      | PJ                         | B                          | A                          | Pts                        | Pun                        | PJ                         | B                          | A                          | Pts                        | Pun                        |                      |                      |
| 1974-1975 | Oil Kings d'Edmonton            | LHOuC      | 66                         | 32                         | 61                         | 93                         | 103                        | --                         | --                         | --                         | --                         | --                         |                      |                      |
| 1976-1977 | Västra Frölunda IF              | Elitserien | 36                         | 6                          | 6                          | 12                         | 12                         |                            |                            |                            |                            |                            |                      |                      |
| 1977-1978 | Voyageurs de la Nouvelle-Écosse | LAH        | 9                          | 1                          | 5                          | 6                          | 6                          | --                         | --                         | --                         | --                         | --                         |                      |                      |
| 1979-1980 | HC Salzbourg                    | Autriche   | Statistiques indisponibles | Statistiques indisponibles | Statistiques indisponibles | Statistiques indisponibles | Statistiques indisponibles | Statistiques indisponibles | Statistiques indisponibles | Statistiques indisponibles | Statistiques indisponibles | Statistiques indisponibles |                      |                      |
| 1979-1980 | HC TWK Innsbruck                | Autriche   | 40                         | 19                         | 47                         | 66                         | 47                         |                            |                            |                            |                            |                            |                      |                      |
| 1980-1981 | Hurry Kings de Delta            | BCSHL      | Statistiques indisponibles | Statistiques indisponibles | Statistiques indisponibles | Statistiques indisponibles | Statistiques indisponibles | Statistiques indisponibles | Statistiques indisponibles | Statistiques indisponibles | Statistiques indisponibles | Statistiques indisponibles |                      |                      |
| 1980-1981 | Heerenveen Flyers               | Pays-Bas   | Statistiques indisponibles | Statistiques indisponibles | Statistiques indisponibles | Statistiques indisponibles | Statistiques indisponibles | Statistiques indisponibles | Statistiques indisponibles | Statistiques indisponibles | Statistiques indisponibles | Statistiques indisponibles |                      |                      |
| 1981-1982 | Heerenveen Flyers               | Pays-Bas   | Statistiques indisponibles | Statistiques indisponibles | Statistiques indisponibles | Statistiques indisponibles | Statistiques indisponibles | Statistiques indisponibles | Statistiques indisponibles | Statistiques indisponibles | Statistiques indisponibles | Statistiques indisponibles |                      |                      |
| 1982-1983 | Heerenveen Flyers               | Pays-Bas   | 43                         | 20                         | 45                         | 65                         |                            |                            |                            |                            |                            |                            |                      |                      |
| 1983-1984 | Kapfenberger SV                 | Autriche   | Statistiques indisponibles | Statistiques indisponibles | Statistiques indisponibles | Statistiques indisponibles | Statistiques indisponibles | Statistiques indisponibles | Statistiques indisponibles | Statistiques indisponibles | Statistiques indisponibles | Statistiques indisponibles |                      |                      |
| 1985-1986 | Wiener EV                       | Autriche   | 40                         | 8                          | 42                         | 50                         | 42                         |                            |                            |                            |                            |                            |                      |                      |
| 1986-1987 | Wiener EV                       | Autriche   | 41                         | 19                         | 25                         | 44                         | 38                         |                            |                            |                            |                            |                            |                      |                      |
| 1987-1988 | Wiener EV                       | Autriche   | 32                         | 4                          | 27                         | 31                         |                            |                            |                            |                            |                            |                            |                      |                      |